# House in the Valley
House in the Valley ist ein Jazzalbum des Luís Vicente 4tet. Die am 19. Juli 2021 in der Igreja do Espírito Santo, Caldas da Rainha, entstandenen Aufnahmen erschienen am 24. Januar 2023 auf Clean Feed Records.

## Hintergrund
Der portugiesische Trompeter Luis Vicente schrieb während des Lockdowns infolge der COVID-19-Pandemie die vier Kompositionen, aus denen House in the Valley besteht. Seine Absicht war es, Kindheitserinnerungen an die Zeit im Landhaus seiner Großeltern zu wecken. Den Ergebnissen nach zu urteilen, muss damals viel amerikanisches „New Thing“ der 1960er-Jahre auf dem Plattenteller gewesen sein, merkte John Sharpe an. Insbesondere die Art und Weise, wie die Gruppe Vicentes Melodien umsetzt, erinnere an Don Cherrys Auftritte aus dieser Zeit wie auf dem Alben Complete Communion (Blue Note, 1966) und Symphony for Improvisers (Blue Note, 1967) dokumentiert. Luís Vicente nahm das Album mit John Dikeman (Tenorsaxophon), Luke Stewart (Kontrabass) und Onno Govaert (Schlagzeug) auf.

## Titelliste

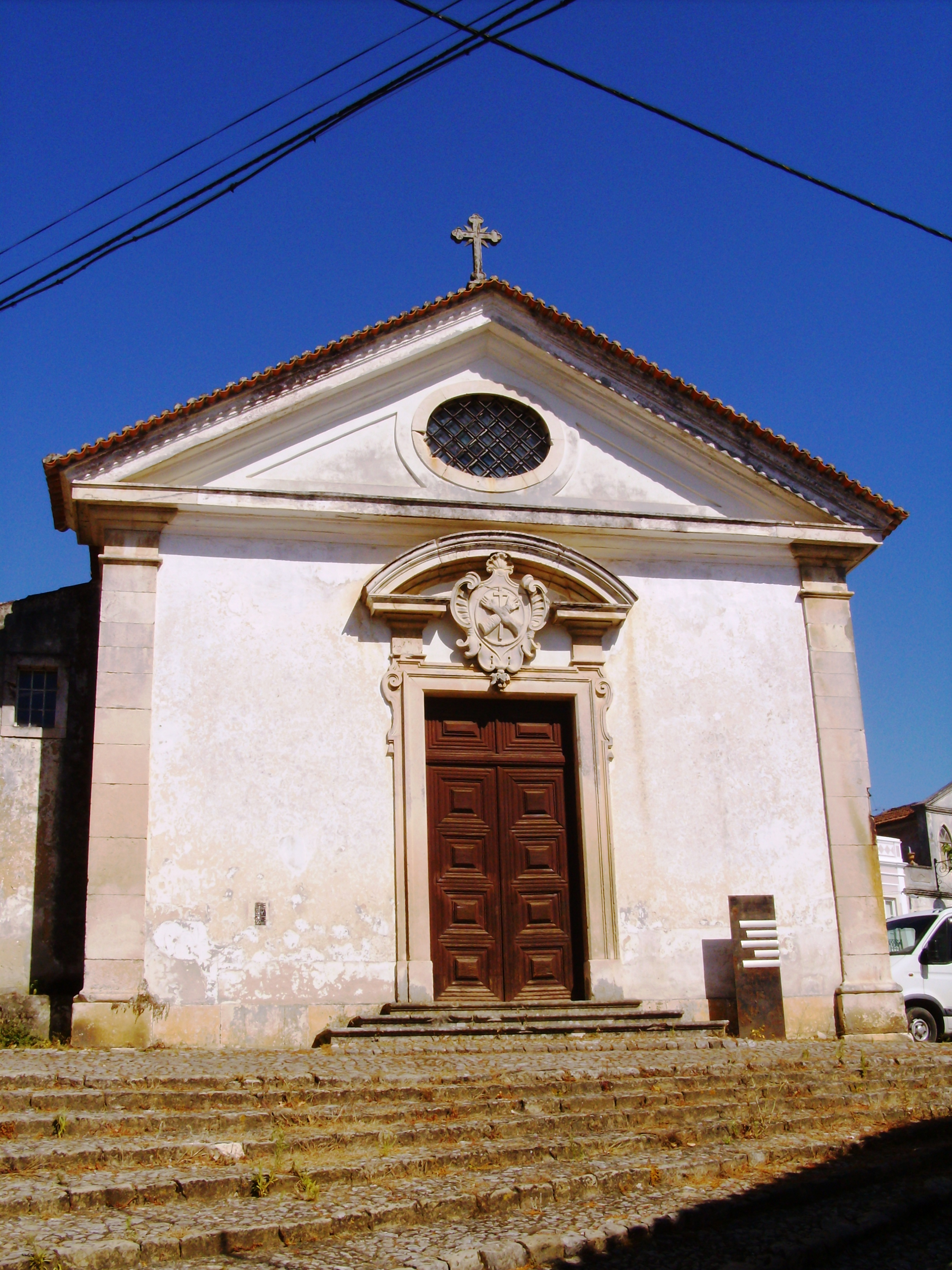
Die Igreja do Espírito Santo in Caldas da Rainha, Ort der Aufnahme

- Luís Vicente 4tet: House in the Valley (Clean Feed Records)[1]

1. Anahata + Little Dance 24:51
2. Luísa's Laugh + House in the Valley 42:24

Die Kompositionen stammen von Luís Vicente.

## Rezeption
Nach Ansicht von John Sharpe, der das Album in All About Jazz rezensierte, erinnere das Album an Don Cherrys Mini-Suiten. Es gebe auch den Kontrast zwischen Vicentes Mischung aus Lyrik und Schärfe und dem, was John Dikeman ähnlich dem, was der feuerspeiende Gato Barbieri zu den Cherry-Sessions eingebracht hatte, aufnehme und den Einsatz dramatisch erhöhe, mit seiner vollmundigen Erweiterung des Spiels von Albert Ayler ins 21. Jahrhundert. Vicentes Arrangements, die abwechselnd hymnisch, feierlich und elegisch sind, würden vertraut wirken, behielten aber die Fähigkeit, zu erfreuen, wenn nicht sogar zu überraschen. Stewart und Govaert erzeugten ein freies Pulsieren der Superlative, unvorhersehbar, klanglich abwechslungsreich, aber treibend.
Die extreme Länge der Tracks reiche von harmonisierten Borduntönen bis hin zu Tonerweiterungen und bedeute, dass jeder Spieler als Solist und Begleiter mitwirke, schrieb Ken Waxman in JazzWord. Vicente und Dikeman würden sich ergänzen und sich gegenseitig gleichermaßen herausfordern. Töne würden bei dieser Strategie häufig gebogen und gedehnt, etwa wenn sich die luftigen Flatterbewegungen des Trompeters neben nephritischen Holzbläser-Texturen entwickeln oder wenn die Multiphonics des Saxophons durch Flattern des Blechbläsers unterbrochen werde. Vicentes Quartettmitglieder hätten mittlerweile einen Stil entwickelt, der ebenso verbreitet und akzeptiert sei wie Bop oder Swing. Sie würden zeigen, wie Free Jazz auf aufregende Weise gespielt werden kann, ohne die Vorgänger dieser Musik außer Acht zu lassen.